# 永友洋司
永友 洋司（ながとも ようじ、1971年3月14日 - ）は 日本の元ラグビー選手、指導者。現在ジャパンラグビーリーグワン横浜キヤノンイーグルスのGMを務めている。2024年6月1日から、日本ラグビーフットボール協会所属で15人制男子日本代表のチームディレクターに就任。

## プロフィール
- 宮崎県都農町出身。
- 現役時代のポジションはスクラムハーフ(SH)。
- 日本代表通算キャップ数は8。

## 略歴
都城高校入学後にラグビーを始める。兄がラグビーをやっていたこと、1985年の日本代表vsフランス代表を見て、同じ宮崎県出身の小西義光が活躍しているのに触発されたことが、ラグビーを始めたきっかけだった。高校入学後はめきめきと実力を発揮し、1987年全国高校ラグビー選手権ではベスト4 まで進出した。この活躍が認められ、高校日本代表に選出された。
1989年、明治大学に進学。1年次から試合に出場 し、対抗戦グループ3連覇（1990年 - 1992年）、大学選手権連覇（1990年 - 1991年）に貢献。4年次（1992年）には主将も務めた。大学在学中にも各年代の日本代表（Under23代表、学生日本代表、日本A代表）に選出された。
明大卒業後は、サントリーに入社。これも小西への憧憬の念があったからである。入社1年目の1993年に、エディンバラ（スコットランド）で開催された第1回ラグビーワールドカップセブンズ日本代表に選出された。
サントリー（現・東京サントリーサンゴリアス）でもレギュラーを獲得し、清宮克幸の後を継いで1995年から4年間、第8代目主将を務めた。
現役時代最大のハイライトは、第48回全国社会人大会で、神戸製鋼(現・コベルコ神戸スティーラーズ)の連覇を阻んだ事である。1996年1月28日の決勝トーナメント1回戦で、17-20でリードされていた終了間際に永友はペナルティゴール（PG）を決め、20-20の同点に持ち込んだ。トライ数の差（サントリー3、神戸製鋼2）により、サントリーが準決勝に進出。神戸製鋼の8連覇の夢は潰えた。2月11日の決勝・三洋電機（現・埼玉パナソニックワイルドナイツ）戦では、序盤に三洋電機に主導権を握られるが、20-27で迎えた終了間際のトライにより2点差とし、その後のコンバージョンゴールを永友が決め、27-27で試合終了。そしてまたもトライ数の差（サントリー4、三洋電機3）により、遂にサントリーの全国社会人ラグビーフットボール大会初優勝を成し遂げた。同年の日本選手権でも母校の明大に49-24で圧勝し、同大会初優勝。
以後、サントリー在籍中に3度の全国社会人大会優勝、日本選手権優勝を達成し、サントリーの黄金時代を築いた。2002年度シーズンで現役引退した。
2003年より指導者の道に転じ、2006年までサントリーサンゴリアス監督を務めた。
その後、仙台ラグビースクールのコーチ、日本A代表アシスタントコーチを経て、2012年より2017年1月までキヤノンイーグルス監督を務める。2017年3月、日本ラグビー協会の15人制日本代表強化部長兼強化副委員長に就任。2017年9月キャノンイーグルスのGMに就任。また東日本大震災復興プロジェクト「スポーツこころのプロジェクト」の夢先生にも登録し、ラグビーの啓蒙活動も行っている。
ラグビーを始める前はサッカーをやっていた事もあり、キック力や正確さに定評があった。全国社会人ラグビーフットボール大会での2度の同点劇に見られるように、ここ一番での精神力も強かったと伝わっている。
2024年6月1日から、15人制男子日本代表のチームディレクターを務める。